# Rok Trzech Papieży
Rok Trzech Papieży – odniesienie do roku, w którym Kolegium Kardynałów ma wybrać dwóch nowych papieży w tym samym roku kalendarzowym. Ma zazwyczaj miejsce, gdy nowo wybrany papież umiera lub bardzo wcześnie rezygnuje z urzędu, co skutkuje tym, że Kościół katolicki w jednym roku kalendarzowym kierowany jest przez trzech papieży. W jednym przypadku, w 1276 roku, był Rok Czterech Papieży.

## Przypadki
W historii było, w zależności od przyjętej listy papieży, trzynaście lub czternaście takich przypadków:
- 752: Zachariasz – Stefan (II) – Stefan II lub III
  - Stefan (II) zmarł 4 dni po wyborze, przed konsekrowaniem na papieża[2]. Był kapłanem i nie zdążył przyjąć święceń biskupich. Widnieje na niektórych spisach papieży, zaś na niektórych go nie ma, więc to, czy 752 był Rokiem Trzech Papieży, jest kwestią zależną od przyjętej listy.
- 827: Eugeniusz II – Walentyn – Grzegorz IV
- 896: Formozus – Bonifacy VI – Stefan VI
- 897: Stefan VI – Roman – Teodor II
- 928: Jan X – Leon VI – Stefan VII
- 964: Leon VIII – Benedykt V – Jan XIII
- 1003: Sylwester II – Jan XVII – Jan XVIII
- 1045: Sylwester III – Benedykt IX (drugi pontyfikat) – Grzegorz VI
- 1187: Urban III – Grzegorz VIII – Klemens III
- 1503: Aleksander VI – Pius III – Juliusz II
- 1555: Juliusz III – Marceli II – Paweł IV
- 1590: Sykstus V – Urban VII – Grzegorz XIV
- 1605: Klemens VIII – Leon XI – Paweł V
- 1978: Paweł VI – Jan Paweł I – Jan Paweł II

Rok Czterech Papieży:
- 1276: Grzegorz X – Innocenty V – Hadrian V – Jan XXI